# Yutaka Ikeuchi
Yutaka Ikeuchi (池内 豊, Ikeuchi Yutaka, Aichi, 25 augustus 1961) is een Japans voormalig voetballer die als verdediger speelde.

## Clubcarrière
In 1977 ging Ikeuchi naar de Aichi High School, waar hij in het schoolteam voetbalde. Nadat hij in 1980 afstudeerde, ging Ikeuchi spelen voor Toyota Automated Loom Works. Hij tekende in 1981 bij Fujita Industries. Met deze club werd hij in 1981 kampioen van Japan. Ikeuchi beëindigde zijn spelersloopbaan in 1993.

## Japans voetbalelftal
Yutaka Ikeuchi debuteerde in 1983 in het Japans nationaal elftal en speelde 8 interlands.

## Statistieken
| Japans voetbalelftal | Japans voetbalelftal | Japans voetbalelftal |
| Jaar                 | Wed.                 | Dlp.                 |
| -------------------- | -------------------- | -------------------- |
| 1983                 | 3                    | 0                    |
| 1984                 | 1                    | 0                    |
| 1985                 | 4                    | 0                    |
| Totaal               | 8                    | 0                    |